# Christia zollingeri
Christia zollingeri är en ärtväxtart som först beskrevs av Anton Karl Schindler, och fick sitt nu gällande namn av Reinier Cornelis Bakhuizen van den Brink. Christia zollingeri ingår i släktet Christia och familjen ärtväxter. Inga underarter finns listade i Catalogue of Life.